# Bezděz
Bezděz (en allemand : Schloßbösig) est une commune du district de Česká Lípa, dans la région de Liberec, en République tchèque. Sa population s'élevait à 353 habitants en 2021.

## Géographie
Bezděz se trouve à 9 km au sud-ouest de Ralsko, à 21 km au sud-est de Česká Lípa, à 35 km au sud-ouest de Liberec et à 55 km au nord-nord-est de Prague.
La commune est limitée par Doksy à l'ouest et au nord, par Ralsko au nord-est, et par Bělá pod Bezdězem à l'est et au sud.

## Histoire
La première mention écrite du village date de 1264.

## Patrimoine
- Le château de Bezděz.

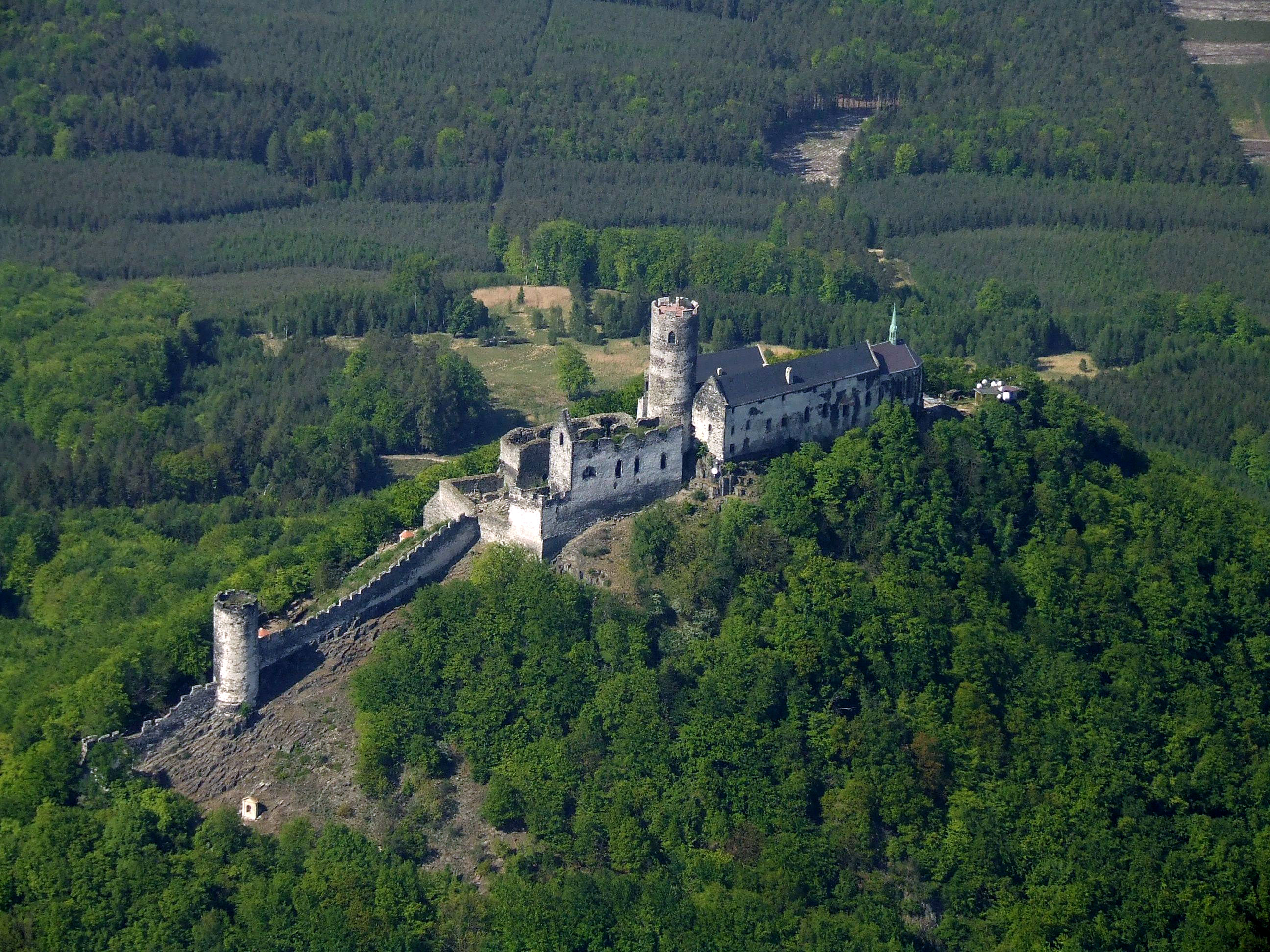
Vue aérienne du château de Bezděz.

## Transports
Par la route, Bezděz se trouve à 8 km de Bělá pod Bezdězem, à 22 km de Mladá Boleslav, à 28 km de Česká Lípa et à 75 km de Prague.